# Stanisław Osiński (polityk)
Stanisław Osiński (ur. 14 grudnia 1921 w Warszawie, zm. 1993) – polski frezer i polityk, poseł na Sejm PRL II i III kadencji.

## Życiorys
Uzyskał wykształcenie średnie, z zawodu był frezerem. W czasie okupacji niemieckiej był żołnierzem Polskiej Armii Ludowej, walczył w powstaniu warszawskim. 
Po wyzwoleniu brał udział w ruchu młodzieżowym, był przewodniczącym Organizacji Młodzieży Towarzystwa Uniwersytetu Robotniczego we Włochach, jednocześnie pracował w Fabryce Noży Dyfuzyjnych. W 1951 został frezerem w Zakładach Wytwórczych Lamp Elektrycznych im. Róży Luksemburg w Warszawie. Został członkiem Polskiej Zjednoczonej Partii Robotniczej, pełnił funkcję przewodniczącego Stołecznego Komitetu Frontu Jedności Narodu. 
W 1957 i 1961 uzyskiwał mandat posła na Sejm PRL w okręgach Warszawa-Stare Miasto i Warszawa–Wola. Przez dwie kadencji zasiadał w Komisji Planu Gospodarczego, Budżetu i Finansów, nadto w II kadencji w Komisji Pracy i Spraw Socjalnych oraz w Komisji Nadzwyczajnej do rozpatrzenia projektu ustawy o samorządzie robotniczym, z kolei w następnej kadencji w Komisji Mandatowo-Regulaminowej i Komisji Spraw Zagranicznych.